# Cá hồng chấm đen
Cá hồng chấm đen (danh pháp: Lutjanus russellii) là một loài cá biển thuộc chi Lutjanus trong họ Cá hồng. Loài này được mô tả lần đầu tiên vào năm 1849.

## Từ nguyên
Từ định danh russellii được đặt theo tên của Patrick Russell, bác sĩ phẫu thuật và nhà tự nhiên học người Scotland, người đã mô tả và minh họa nhưng không đặt tên cho loài cá này vào năm 1803.

## Phân bố và môi trường sống
Cá hồng chấm đen có phân bố từ biển Nhật Bản trải dài về phía nam, băng qua vùng biển các nước Đông Nam Á ở Tây Thái Bình Dương đến Úc, về phía đông đến quần đảo Samoa và Tonga. Quần thể mà trước đây được gán cho L. russellii ở Ấn Độ Dương đã được mô tả là một loài hợp lệ, tức Lutjanus indicus.
Cá hồng chấm đen xuất hiện dọc theo vùng bờ biển Việt Nam, bao gồm quần đảo Hoàng Sa và quần đảo Trường Sa. Loài này cũng thường được ghi nhận ở vùng cửa sông.
Cá hồng chấm đen sống gần rạn san hô và mỏm đá, độ sâu trong khoảng 3–80 m; cá con thường thấy ở khu vực hạ lưu và đầm lầy ngập mặn.

## Mô tả
Chiều dài cơ thể lớn nhất được ghi nhận ở cá hồng chấm đen là 50 cm, thường bắt gặp với chiều dài trung bình khoảng 30 cm. Lưng và thân trên nâu nhạt, thân dưới và bụng màu trắng hồng, ánh bạc. Có một đốm đen ở thân sau, bị đường bên cắt ngang ở giữa. Các vây trong mờ.
Những cá thể dưới 20 cm SL (chiều dài tiêu chuẩn) đôi khi có vây bụng và vây hậu môn màu vàng tươi, và cũng có thể đốm đen không xuất hiện ở vài cá thể, được cho là tạm thời bị "tắt" đi.
Số gai ở vây lưng: 10; Số tia vây ở vây lưng: 14; Số gai ở vây hậu môn: 3; Số tia vây ở vây hậu môn: 8; Số tia vây ở vây ngực: 16–17.

## So sánh
Cá hồng chấm đen L. russellii có thể phân biệt với loài chị em là L. indicus, dựa vào các sọc trên cơ thể. L. russellii trưởng thành không có sọc này, nhưng  L. indicus có 7 sọc vàng-nâu ở hai bên thân. Tuy vậy, cá con L. russellii lại có các sọc này nhưng lại dày hơn (cá thể >5 cm SL không có đặc điểm này).
Một điểm khác biệt nhỏ hơn, là đốm đen ở thân sau của L. russellii bị đường bên cắt ngang ngay giữa, trong khi đốm của L. indicus nằm hầu hết ở trên đường bên, chỉ khoảng một hàng vảy dưới của đốm là nằm dưới nó.
Mặc dù không có sự khác biệt về đặc điểm đo lường hình thái và chỉ số đếm, kết quả phân tích gen đã cho thấy chúng là hai loài tách biệt nhau. Cũng trong kết quả này, người ta nhận thấy một nhóm L. russellii ở Tây Úc và Queensland có sự khác biệt tối thiểu 2% trong đoạn gen tiểu đơn vị cytochrome c oxidase I. Chưa rõ đó có phải là một loài ẩn sinh khác thuộc phức hợp L. russellii hay không.

## Sinh thái
Thức ăn của cá hồng chấm đen bao gồm cá nhỏ hơn và một số loài thủy sinh không xương sống khác. Tuổi cao nhất được ghi nhận ở cá hồng chấm đen là 17 năm. Sự phát triển ấu trùng của cá hồng chấm đen lần đầu tiên được mô tả và minh họa.

## Giá trị
Kể từ những năm 1990, cá hồng chấm đen đã được nhân giống và nuôi lồng biển, trở thành một nguồn thủy sản quan trọng ở nước này. Loài này cũng được nuôi trong lồng lưới nổi ở Singapore, Malaysia, Thái Lan và Philippines.